# بن كلاسن
بيرنهارد كلاسن (بالألمانية: Bernhardt Klassen) و (بالأوكرانية: Бернар Классен) هو أمريكي من أصل مينوناتي ألماني يعرف بانه مؤسس الديانة الإبداعية ولد في يوم 20 فبراير 1918 في مولوتشنا في جمهورية أوكرانيا الشعبية، نال شهادة الهندسة الكهربائية في البداية، وبعد ذلك أصبح سياسي تابع للحزب الجمهوري الأمريكي عن ولاية فلوريدا ودعم الحملة الرئاسية للمرشح الجمهوري جورج والاس، وثم ترك حزب الجمهورية وأسس الديانة الإبداعية تحت اسم كنيسة الخالق وألتي كانت تؤمن بالفاشية للناس أصحاب البشرة البيضاء وبأن الطبيعة تفضل الناس ذوي البشرة البيضاء، توفي في يوم 6 أغسطس 1993 في أوتو في ولاية كارولينا الشمالية بعد أن إنتحر عن طريق تناوله عقاقير المنوم.